# Mulheres Indígenas desaparecidas e assassinadas
Mulheres Indígenas Desaparecidas e Assassinadas são casos de violência contra mulheres indígenas no Canadá e nos Estados Unidos, notadamente aquelas presentes nas comunidades das Primeiras Nações no Canadá e de nativos americanos, mas também entre outros Povos indígenas como os de Austrália e dos maori na Nova Zelândia, e do movimento de base que visa conscientizar sobre MMIW por meio da organização de manifestações; da criação de banco de dados dos casos de desaparecimento; da realização de reuniões comunitárias, de câmaras municipais e de conselhos tribais; e da condução de treinamentos sobre violência doméstica e outras sessões informativas para a polícia.
Agentes de segurança, jornalistas e ativistas das comunidades indígenas, tanto dos EUA quanto do Canadá, têm batalhado para dar visibilidade à conexão entre o Tráfico sexual, o Assédio sexual, a Agressão sexual e as mulheres que desaparecem e são assassinadas. De 2001 a 2015, a taxa de homicídios de mulheres indígenas no Canadá foi quase seis vezes maior que a das demais mulheres.:22 Em Nunavut, no Yukon, nos Territórios do Noroeste e nas províncias de Manitoba, Alberta e Saskatchewan, essa super-representação de mulheres indígenas entre as vítimas de homicídio era ainda maior.:22 Nos EUA, as mulheres nativas americanas têm mais que o dobro de chances de sofrer violência do que qualquer outro grupo demográfico; uma em cada três mulheres indígenas sofre agressão sexual durante a vida, e 55,5% são violentamente agredidas por um parceiro íntimo. 66,4% já passaram por agressões psicológicas de um parceiro íntimo. 67% das agressões que são registradas envolvem agressores não indígenas, enquanto 70% dos casos não são denunciados.
MMIW foi descrito como uma crise nacional canadense, e um genocídio canadense. Em resposta a reiteradas reivindicações de grupos indígenas, ativistas e organização não governamental, o Governo do Canadá, sob a liderança do Primeiro-Ministro Justin Trudeau, com o apoio dos dez governos provinciais, estabeleceu o Inquérito Nacional sobre Mulheres e Meninas Indígenas Desaparecidas e Assassinadas em setembro de 2016. Segundo o material de fundo do inquérito, "as mulheres e meninas indígenas no Canadá são afetadas de maneira desproporcional por todas as formas de violência. Embora as mulheres indígenas representem 4% da população feminina do Canadá, 16% de todas as mulheres assassinadas no país, entre 1980 e 2012, eram indígenas." O inquérito foi concluído e apresentado ao público em 3 de junho de 2019. Casos notórios de MMIW no Canadá incluem 19 mulheres assassinadas nas Mortes na Rodovia das Lágrimas, e algumas das 49 mulheres da área de Vancouver assassinadas pelo serial killer Robert Pickton.
Nos Estados Unidos, a lei federal Lei de Violência Contra as Mulheres (VAWA) foi reautorizada em 2013, o que pela primeira vez concedeu às tribos a jurisdição para investigar e processar crimes domésticos de homicídio envolvendo tanto agressores nativos americanos como não nativos em reservas indígenas. Em 2019, a Câmara dos Representantes, liderada pelo Partido Democrata, aprovou o H.R. 1585 (Violence Against Women Reauthorization Act de 2019) com uma votação de 263–158, o qual teria ampliado ainda mais os direitos de persecução das tribos. O projeto de lei não foi levado adiante pelo Senado, que na época possuía maioria do Partido Republicano.

## Antecedentes
Como um grupo que tem sido "socialmente, econômica e politicamente marginalizado", as mulheres indígenas têm sido alvos frequentes de ódio e violência. Fatores subjacentes como pobreza e falta de moradia contribuem para sua vitimização, assim como fatores históricos como racismo, sexismo e o legado do imperialismo. O trauma causado pelos abusos cometidos durante o sistema de escolas residenciais também desempenha um papel.
As mulheres indígenas têm entre 3 e 31⁄2 vezes mais chances de serem vítimas de crimes violentos do que outras mulheres, e a violência que enfrentam costuma ser mais severa.

### Austrália
Os Indígenas australianos (Primeiras Nações) na Austrália relataram níveis de violência e de minimização sistêmica semelhantes aos de outros países, como o Canadá e os Estados Unidos, o que levou o Parlamento Australiano a lançar um inquérito em 2022, o qual foi criticado por sua baixa cobertura midiática e por ter sido encerrado em menos de um ano após seu início. A magnitude do problema na Austrália tem sido difícil de quantificar, pois não há uma agência responsável por acompanhar os números exatos. Pelos dados disponíveis, a taxa de homicídios é 12 vezes a média nacional australiana.

### Canadá
No Canadá, segundo ativistas, "milhares de casos" de mulheres indígenas desaparecidas e assassinadas ao longo da última meia centena de anos não foram devidamente investigados devido a supostos viés policial. As 49 mulheres assassinadas pelo serial killer Robert Pickton, que acabou sendo preso em 2007, são citadas como exemplo; com famílias alegando que Pickton pôde continuar matando por tanto tempo porque a polícia não levava a sério os desaparecimentos, já que a maioria das mulheres era trabalhadora do sexo ou indígena.
Em 2010, a artista Jaime Black iniciou o projeto REDress para representar as mulheres e meninas indígenas que estavam desaparecidas, e seu primeiro vestido foi exibido em um museu em Winnipeg, o que levou à criação do Red Dress Day (5 de maio tanto no Canadá quanto nos EUA) para chamar a atenção às taxas desproporcionais de violência contra as mulheres indígenas. Um relatório de 2011 do Statistics Canada estimou que, entre 1997 e 2000, a taxa de homicídios para mulheres e meninas aborígens foi quase sete vezes maior que a das demais vítimas femininas. Em comparação às mulheres e meninas não indígenas, elas também foram "afetadas de forma desproporcional por todas as formas de violência." Além disso, estão significativamente super-representadas entre as vítimas femininas de homicídio no Canadá, e têm muito mais probabilidade do que outras mulheres de desaparecer. Em 2012, Sheila North Wilson cunhou a hashtag #MMIW, para mulheres indígenas desaparecidas e assassinadas, enquanto trabalhava na Assembleia dos Chefes de Manitoba.
Um relatório de 2014 da RCMP, intitulado "Mulheres Aborígenes Desaparecidas e Assassinadas: Uma Visão Operacional Nacional", constatou que mais de 1.000 mulheres indígenas foram assassinadas ao longo de 30 anos. Em resposta aos ativistas, à coleta de dados financiada pelo governo federal sobre mulheres desaparecidas e assassinadas, que encerrou em 2010, a Associação das Mulheres Indígenas do Canadá (NWAC) documentou 582 casos desde os anos 1960, com 39% ocorrendo após 2000. Entretanto, grupos de defesa afirmam que muitas mais mulheres estiveram desaparecidas, com o maior número de casos na Colúmbia Britânica. Casos notórios incluem 19 mulheres assassinadas nas Mortes na Rodovia das Lágrimas, e algumas das 49 mulheres da região de Vancouver assassinadas pelo serial killer Robert Pickton. Em resposta a reiterados apelos de grupos indígenas, ativistas e organização não governamental, o Governo do Canadá, sob o Primeiro-Ministro Justin Trudeau, estabeleceu o Inquérito Nacional sobre Mulheres e Meninas Indígenas Desaparecidas e Assassinadas em setembro de 2016. Segundo o documento de fundo, de 22 de abril de 2016, entre os anos de 1980 e 2012, as mulheres indígenas representaram 16% de todos os homicídios femininos no Canadá, embora constituíssem apenas 4% da população feminina do país.
Em setembro de 2016, após intensa pressão de grupos indígenas e organizações de direitos humanos, o Primeiro-Ministro canadense Justin Trudeau lançou o Inquérito Nacional sobre Mulheres Indígenas Desaparecidas e Assassinadas (MMIW). Durante três anos, o inquérito reuniu mais de 1.000 horas de depoimentos de 2.300 testemunhas por meio de entrevistas privadas e audiências públicas, culminando em seu relatório final em 2019. O relatório confirmou o que as comunidades indígenas há muito reconhecem: a violência que enfrentam está enraizada na opressão sistêmica de um Estado colonizador e em uma agenda genocida colonial. A Comissária-Chefe Marion Buller afirmou: "A verdade é que vivemos em um país cujas leis e instituições continuam a violar direitos humanos e indígenas fundamentais."

### Estados Unidos
Nos Estados Unidos, as mulheres nativas americanas têm mais que o dobro de chances de sofrer violência do que qualquer outro grupo demográfico. Uma em cada três mulheres indígenas é sexualmente agredida ao longo da vida, e 67% dessas agressões são perpetradas por agressores não nativos. Segundo uma pesquisa do National Institute of Justice, constatou-se que as mulheres indígenas americanas têm 1,2 vezes mais chances de vivenciar violência ao longo da vida, 1,8 vezes mais chances de serem vítimas de assédio obsessivo, e 1,7 vezes mais chances de serem vítimas de violência no último ano, em comparação à população branca não hispânica. Lisa Brunner, diretora executiva da Sacred Spirits First National Coalition, declarou:
O que aconteceu com a lei e a política federal dos EUA é que eles criaram terras de impunidade, onde isso se torna um playground para estupradores em série, agressores, assassinos, ou qualquer outro, e nossas crianças não estão protegidas de forma alguma. 
Houve duas leis destinadas a remediar essa questão em 2010 e 2013, a Lei Tribal de Ordem Pública e a Lei de Violência Contra as Mulheres (VAWA), respectivamente. A Lei Tribal de Ordem Pública concedeu às tribos a possibilidade de aumentar as penas de prisão em casos criminais. A lei federal de Violência Contra as Mulheres foi reautorizada em 2013, o que, pela primeira vez, outorgou às tribos a jurisdição para investigar e processar delitos de violência doméstica qualificados como crimes, envolvendo tanto agressores nativos americanos em reservas quanto agressores não nativos. Em 2019, a Câmara dos Representantes, controlada pelos democratas, aprovou o H.R. 1585 (Violence Against Women Reauthorization Act de 2019) por 263–158, que visava ampliar consideravelmente os direitos de persecução das tribos. Essa lei acabou travada no Senado, onde o progresso ficou estagnado. Agentes de segurança, jornalistas e ativistas das comunidades indígenas – nos EUA e no Canadá – têm lutado para conscientizar sobre essa conexão entre tráfico sexual, assédio e agressão sexual e as mulheres que desaparecem e são assassinadas.
Em 2021, a secretária do Interior, Deb Haaland, anunciou a criação da Unidade de Desaparecidos e Assassinados (MMU) dentro do Bureau of Indian Affairs.

## Estatísticas para o Canadá
Diversos grupos coletaram dados de diferentes períodos e utilizando critérios variados. Os dados disponíveis sugerem que o número de mulheres indígenas desaparecidas e assassinadas é desproporcionalmente alto em relação à sua porcentagem na população total. No Canadá, segundo os ativistas, "milhares de casos" de mulheres indígenas desaparecidas e assassinadas ao longo da última meia centena de anos não foram devidamente investigados devido a suposto viés policial. As 49 mulheres assassinadas pelo serial killer Robert Pickton, que acabou sendo preso em 2007, são citadas como exemplo; com famílias afirmando que Pickton conseguiu continuar matando por tanto tempo porque a polícia não levou os desaparecimentos a sério, já que a maioria das mulheres era trabalhadora do sexo e indígena.
A unidade do RCMP denominada Centro Nacional de Pessoas Desaparecidas e Restos Não Identificados (NCMPUR) foi estabelecida em 2010 em resposta às investigações sobre mulheres indígenas assassinadas e desaparecidas, particularmente relacionadas ao que ficou conhecido como a "Mortes na Rodovia das Lágrimas" – uma área de rodovias que se cruzam na Rodovia 16, na Colúmbia Britânica. Para compilar um panorama nacional de pessoas desaparecidas em todo o Canadá, o RCMP criou a unidade de Crianças, Pessoas e Restos Não Identificados (MCPIR) e desenvolveu um algoritmo para coletar e agregar "todos os boletins de pessoas desaparecidas e relatórios correlatos apresentados pela polícia em todo o Canadá" no Centro de Informações Policiais Canadense (CPIC). Desde 2010, o NCMPUR publica o "NCMPUR Fast Fact Sheet" para fornecer uma "distribuição nacional dos boletins de pessoas desaparecidas por província, idade (criança ou adulto), sexo e causa provável."
Um dos achados mais significativos do relatório do "Inquérito Nacional sobre Mulheres e Meninas Indígenas Desaparecidas e Assassinadas", de junho de 2019, foi que não há uma "estimativa confiável do número de mulheres, meninas e pessoas 2SLGBTQQIA indígenas desaparecidas e assassinadas no Canadá.":234 Uma das razões é que o Canadá só passou a manter um banco de dados de pessoas desaparecidas em 2010, o que dificultou determinar a taxa com que mulheres indígenas são assassinadas ou desaparecem, ou comparar esses dados com os de outras populações.
Um banco de dados compilado como parte de uma tese de doutorado de 2013 identificou 824 mulheres indígenas desaparecidas ou assassinadas entre 1946 e 2013. Um relatório de 2014 da RCMP afirmou que o "número cresceu para quase 1.200 entre 1980 e 2012." Entre 1980 e 2012, as mulheres indígenas representaram 16% de todos os homicídios femininos no Canadá, embora correspondessem a apenas 4% da população feminina do país. Um relatório de 2011 do Statistics Canada estimou que, entre 1997 e 2000, a taxa de homicídios para mulheres indígenas era quase sete vezes maior que a das demais mulheres.:43 Enquanto os homicídios para mulheres não indígenas diminuíram entre 1980 e 2015, o número de mulheres indígenas vítimas de homicídio aumentou de 9% de todas as vítimas femininas em 1980 para 24% em 2015.:55:24 De 2001 a 2015, a taxa de homicídios para mulheres indígenas no Canadá foi quase seis vezes maior que a taxa para mulheres não indígenas, representando "4,82 por 100.000 habitantes contra 0,82 por 100.000 habitantes".:22 Em Nunavut, no Yukon, nos Territórios do Noroeste e nas províncias de Manitoba, Alberta e Saskatchewan, essa super-representação de mulheres indígenas entre as vítimas de homicídio foi ainda maior.:22 De acordo com um estudo de 2007 da província de Saskatchewan – a única província que revisou sistematicamente seus arquivos de pessoas desaparecidas envolvendo mulheres indígenas – constatou-se que as mulheres indígenas representavam 6% da população da província, mas 60% dos casos de mulheres desaparecidas.
Em reportagem investigativa da CBC, "Missing & Murdered: The Unsolved Cases of Indigenous Women and Girls", foi criado um banco de dados interativo que incluía mais de 300 casos não solucionados de mulheres indígenas desaparecidas e assassinadas até fevereiro de 2016. A CBC investigou 34 casos nos quais as famílias discordavam da conclusão das autoridades de que não houve envolvimento de crime; constatou "circunstâncias suspeitas, contusões inexplicáveis e outros fatores que sugerem que uma investigação adicional é necessária."

### Relatórios do RCMP (2014, 2015)
No final de 2013, o Comissário do RCMP iniciou um estudo dos casos relatados de mulheres indígenas desaparecidas e assassinadas em todas as jurisdições policiais do Canadá. O resultado da investigação foi um relatório encomendado pela administração de Stephen Harper, intitulado "Mulheres Aborígenes Desaparecidas e Assassinadas: Uma Visão Operacional Nacional", que foi divulgado em 27 de maio de 2014 e retroage a 1951.:6 O relatório indicava que 1.181 mulheres indígenas foram mortas ou desapareceram em todo o país entre 1980 e 2012. Ademais, o relatório apontou que, durante um período de 33 anos (1980–2012), houve 1.181 incidentes e 225 casos não solucionados. Entre todos os homicídios femininos (indígenas e não indígenas), 80% foram solucionados. Dos casos analisados pelo RCMP, 67% eram de vítimas de homicídio, 20% eram de pessoas desaparecidas, 4% eram mortes suspeitas e 9% eram de causa desconhecida.:6
Em 2015, o RCMP publicou um relatório atualizado que demonstrou que as taxas de homicídio e a porcentagem de casos solucionados (80%) permaneceram essencialmente inalteradas em relação ao relatório de 2014. A Atualização de 2015 registrou 106 casos não solucionados de homicídio, 98 casos não solucionados de desaparecimento, e uma taxa global de resolução de 9,3% no ano anterior: 11,7% para homicídios e 6,7% para desaparecimentos de mulheres aborígenes.:6 O estudo do RCMP foi majoritariamente limitado aos crimes cometidos em áreas policiadas pelo RCMP, pois a Atualização de 2015 não incluiu dados de homicídios provenientes das "mais de 300 agências policiais não pertencentes ao RCMP" que foram incluídas na Visão Operacional de 2014.:3 O Projeto de Revisão Forense de Documentos (FDRP), realizado como parte do Inquérito Nacional sobre MMIWG (2019), constatou que os relatórios do RCMP de 2014 e 2015 identificaram "causas restritas e incompletas para os homicídios de mulheres e meninas indígenas no Canadá".:234

#### Controvérsias e Conclusões do Relatório de 2015
O governo de Harper, incluindo Bernard Valcourt, que atuou como Ministro Federal dos Assuntos Aborígenes e do Desenvolvimento do Norte de 2013 a 2015, rejeitou os apelos por um inquérito sobre mulheres indígenas desaparecidas e assassinadas, afirmando que já haviam sido realizados estudos suficientes. Alega que o problema estava sendo tratado "por meio de medidas amplas de segurança pública e de justiça criminal." Valcourt afirmou, no outono de 2015, que as "mortes e desaparecimentos se resumiam à falta de respeito dos homens aborígenes nas reservas pelas mulheres aborígenes" e instou os chefes e conselhos a tomarem providências. Durante uma reunião privada entre Valcourt e chefes, realizada em 20 de março de 2015, em Calgary, Valcourt divulgou as estatísticas do relatório do RCMP de 2015. Ele enfureceu os chefes ao afirmar que "até 70 por cento das mulheres indígenas assassinadas e desaparecidas vem de suas próprias comunidades," baseando sua afirmação nas conclusões do relatório do RCMP de 2015.:249

Em resposta à declaração de Valcourt, a Chefa Marshall Bernice Marshall enviou um pedido oficial ao RCMP em 26 de março de 2015, solicitando o relatório do RCMP de 2015, bem como acesso aos dados do Centro Nacional de Pessoas Desaparecidas e Restos Não Identificados (NCMPUR). Em sua resposta de 7 de abril de 2015 ao pedido de Marshall, o então comissário do RCMP, Bob Paulson, afirmou que, embora o relatório de 27 de maio de 2014 estivesse disponível online, o RCMP não possuía autoridade para liberar os dados do NCMPUR. Acrescentou que o RCMP não divulga estatísticas sobre a etnia dos agressores sob a Lei de Acesso à Informação, para respeitar sua "política de policiamento sem viés", uma vez que publicitar "a etnia dos agressores tem o potencial de estigmatizar e marginalizar populações vulneráveis." Paulson então confirmou as estatísticas citadas por Valcourt, afirmando:
Os dados consolidados das quase 300 agências policiais contribuintes confirmaram que 70% dos agressores eram de origem aborígine, 25% não aborígines e 5% de etnia desconhecida. Contudo, não é a etnia do agressor o que é relevante, mas sim a relação entre vítima e agressor, que orienta nosso foco no que diz respeito à prevenção... Mulheres aborígenes foram mortas por um cônjuge, membro da família ou relação íntima em 62% dos casos; similarmente, mulheres não aborígines foram mortas por um cônjuge, membro da família ou relação íntima em 74% das ocorrências. O homicídio feminino, em todas as etnias, está intrinsecamente ligado à violência familiar e conjugal; por essa razão, as análises e os esforços de prevenção do RCMP se concentraram na relação entre vítima e agressor. 

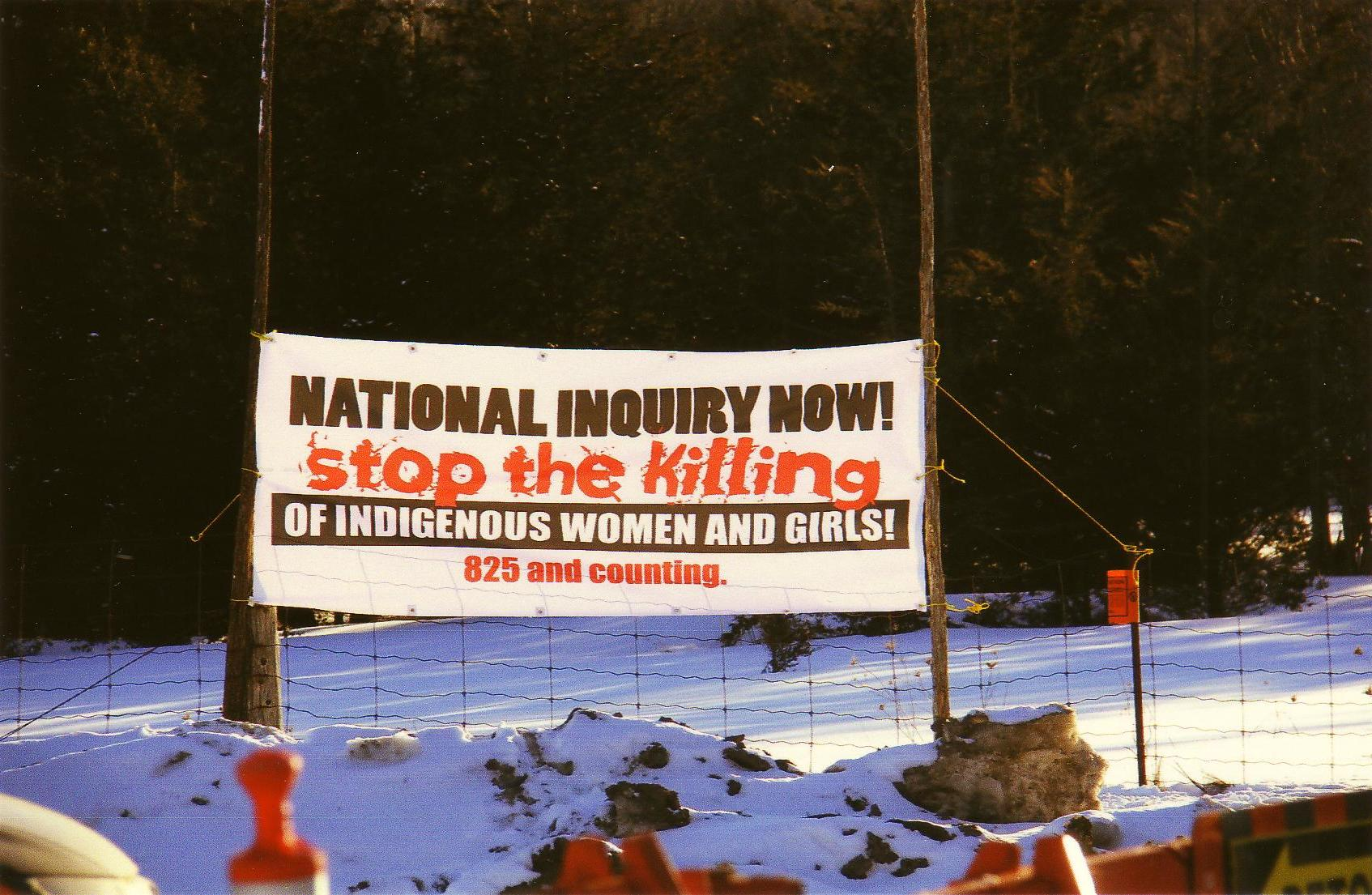

 Paulson copiou essa carta para Valcourt, então Primeiro-Ministro da província de Alberta Jim Prentice, para Michelle Moody-Itwaru da Assembleia das Primeiras Nações (AFN) e para Lorna Martin da Associação das Mulheres Indígenas do Canadá (NWAC).
O Projeto de Revisão Forense de Documentos (FDRP) do Inquérito Nacional (2016–2019) constatou que a "estatística frequentemente citada de que homens indígenas são responsáveis por 70% dos homicídios de mulheres e meninas indígenas não é baseada em fatos";:249 e que "os dados estatísticos utilizados no Relatório do RCMP de 2015 são imprecisos e apresentam uma visão enganosa da relação entre agressores e vítimas em casos de homicídios de mulheres indígenas. A base empírica para a alegação apresentada no referido relatório é a análise dos dados estatísticos limitados de 32 homicídios de mulheres e meninas indígenas dentro da jurisdição do RCMP em 2013 e 2014.":249

### Relatório da NWAC (2005–2011)
O banco de dados da Associação das Mulheres Indígenas do Canadá (NWAC), criado com financiamento federal em 2005, informou que, desde a década de 1960 até 2010, houve 582 mulheres indígenas desaparecidas e assassinadas. Essa foi a primeira vez em que um número foi divulgado com base em pesquisa.:12 Uma iniciativa denominada Walk 4 Justice recolheu nomes de mulheres indígenas desaparecidas e assassinadas de 2008 a 2011, totalizando mais de 4.000 nomes que foram repassados à NWAC. Houve confusão quanto aos dados produzidos por essa iniciativa informal: uma ativista do Walk 4 Justice, contatada pela CBC News, afirmou que "aproximadamente 60 a 70 por cento" das cerca de 4.000 pessoas em sua lista eram indígenas.
Em fevereiro de 2016, a Ministra responsável pelo Estatuto da Mulher no Canadá (Patty Hajdu) reconheceu que não havia dados precisos para estimar o número de MMIW, mas referiu-se aos dados da NWAC para indicar que o número poderia chegar a 4.000 casos de MMIW no Canadá entre 1980 e 2012. O relatório do RCMP estimou o número em 1.200. Hajdu afirmou que, historicamente, a polícia subnotificava os casos de mulheres indígenas assassinadas ou desaparecidas.

### Rodovia das Lágrimas
O termo "Rodovia das Lágrimas" refere-se ao trecho de aproximadamente da Rodovia 16 que vai de Prince George até Prince Rupert, na Colúmbia Britânica, o qual tem sido palco de assassinatos e desaparecimentos de várias mulheres, em sua maioria indígenas, desde 1969.
Em resposta à crise da Rodovia das Lágrimas, o Divisão "E" do RCMP em BC lançou, em 2005, o projeto chamado Project E-Pana, que iniciou investigações sobre nove casos de mulheres assassinadas, formando uma força-tarefa em 2006. Em 2007, mais nove casos foram adicionados, incluindo casos de mulheres assassinadas e desaparecidas ao longo das rodovias 16, 97 e 5. A força-tarefa é composta por mais de 50 investigadores, e os casos abrangem os anos de 1969 a 2006.
Organizações governamentais e indígenas apresentam estimativas diferentes quanto ao número de vítimas ao longo da rodovia, com a polícia identificando 18 homicídios e desaparecimentos – 13 deles envolvendo adolescentes – enquanto outras organizações apontam um número mais próximo de 40. Uma razão para essa discrepância numérica é que, para que um caso de desaparecimento ou homicídio seja incluído nas estatísticas do projeto E-Pana do RCMP, é necessário que o crime ocorra dentro de um raio de uma milha das rodovias 16, 97 ou 5; assim, são rejeitados todos os casos ocorridos em outros trechos da rota.
Muitas pessoas recorrem à carona ao longo desse trecho da rodovia devido à falta de automóveis e à carência de transporte público. Os homicídios da Rodovia das Lágrimas levaram o governo da Colúmbia Britânica a adotar iniciativas para desencorajar que mulheres peguem carona, como a instalação de outdoors ao longo da rodovia com avisos sobre os riscos potenciais. Inúmeros documentários enfocaram as vítimas associadas a essa rodovia. A mídia canadense frequentemente se refere à rodovia em matérias sobre mulheres, meninas e pessoas two-spirit indígenas desaparecidas e assassinadas no Canadá.[carece de fontes?]

## Inquérito Nacional sobre MMIW
De 2016 a 2019, o governo do Canadá, juntamente com os dez governos provinciais e os três territoriais, conduziu o Inquérito Nacional sobre Mulheres Indígenas Desaparecidas e Assassinadas. O inquérito incluiu a revisão de documentos de agências de segurança, bem como audiências e depoimentos comunitários.
O relatório final do inquérito concluiu que o alto nível de violência direcionado a mulheres e meninas indígenas é "causado por ações e inações do Estado enraizadas no colonialismo e em ideologias coloniais." Concluiu também que a crise configurava um "genocídio" contínuo fundamentado em questões de raça, identidade e gênero.

## Estatísticas para os Estados Unidos

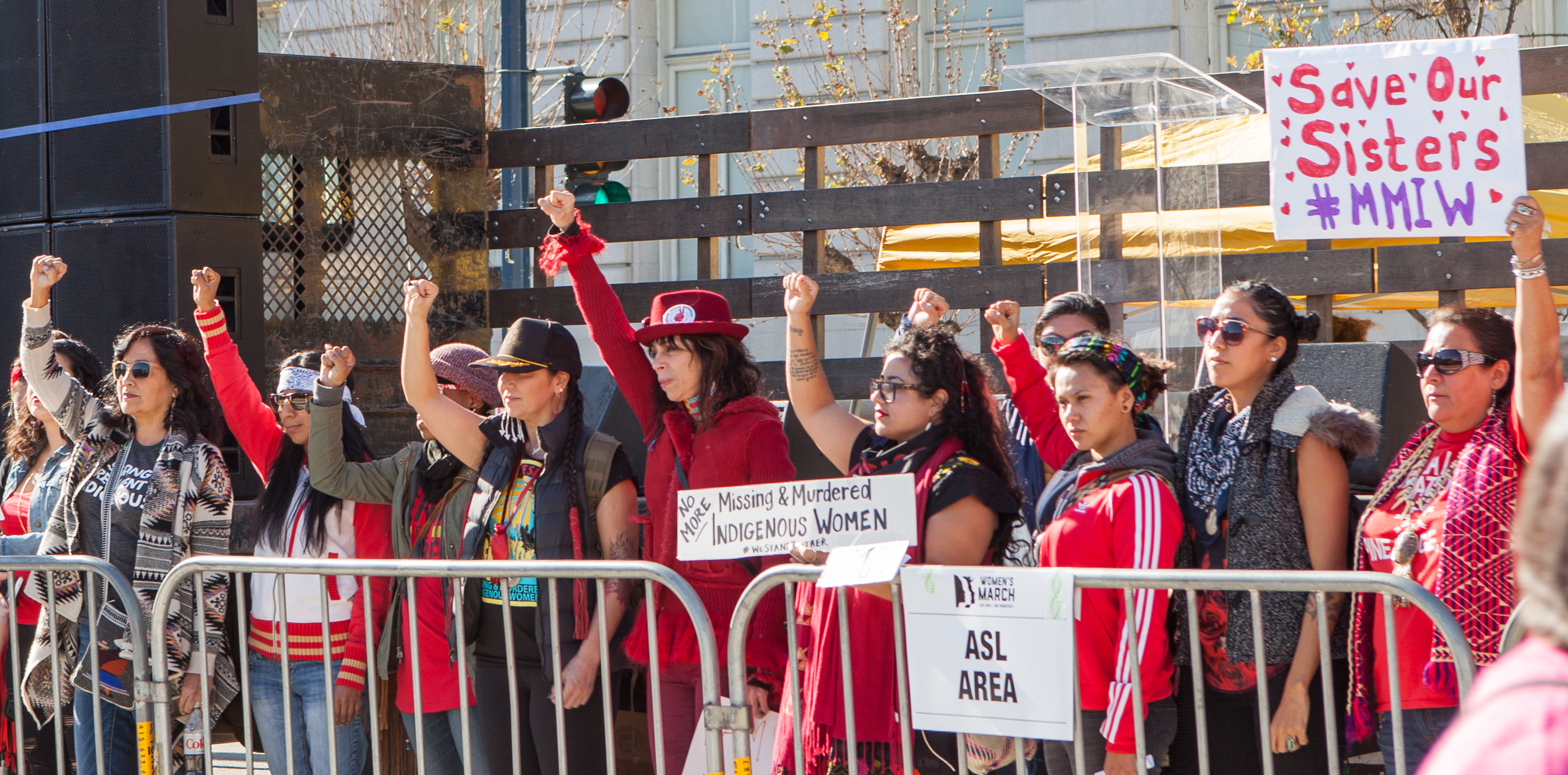
Ativistas em defesa de Mulheres Indígenas Desaparecidas e Assassinadas (MMIW) durante a Marcha das Mulheres de 2018 em San Francisco

O National Crime Information Center registrou 5.712 mulheres e meninas indígenas desaparecidas nos Estados Unidos em 2016. Um estudo financiado pelo Departamento de Justiça dos EUA constatou que,
As taxas nacionais de vitimização por homicídio de mulheres americanas indígenas ou do Alasca são as segundas mais altas, atrás apenas das de suas contrapartes afro-americanas, mas superiores às de mulheres brancas. Contudo, essas médias nacionais mascaram as taxas extremamente elevadas de homicídio contra mulheres indígenas americanas e do Alasca presentes em alguns condados formados principalmente por terras tribais. Alguns condados apresentam taxas de homicídio contra mulheres indígenas americanas e do Alasca que superam em mais de dez vezes a média nacional.
Os dados sobre MMIW nos Estados Unidos têm sido de difícil obtenção. A raça, cidadania ou etnia dos nativos americanos é frequentemente identificada erroneamente em certidões de óbito e registros policiais. Menos da metade dos incidentes de violência contra mulheres são reportados. Em muitos casos em que mulheres e meninas indígenas desaparecem, ou quando as vítimas de homicídio não são identificadas, as evidências forenses não foram coletadas ou preservadas de maneira adequada pelas agências locais de segurança. Os casos tendem a esfriar rapidamente, com evidências cruciais "perdidas" ou que nunca foram encaminhadas pelas autoridades locais para as agências competentes. À medida que esses casos não são reportados, a violência e os homicídios acabam sendo representados de forma imprecisa nos dados estatísticos sobre mulheres indígenas, permitindo que os agressores fiquem impunes.
Um relatório de 1999 do Bureau of Justice Statistics sobre americanos indígenas e criminalidade não forneceu informações sobre mulheres indígenas desaparecidas ou assassinadas.
Incidentes de violência em terras tribais frequentemente não são processados. A Major Crimes Act (1885) limita a jurisdição dos governos tribais para processar crimes violentos, os quais devem ser processados pelo governo federal. Uma declaração do US Government Accountability Office informou que os Escritórios de Procuradores dos EUA (USAOs) receberam 10.000 casos do território indígena para processamento entre 2005 e 2009, dos quais 77% eram crimes violentos. Os USAOs deixaram de processar mais da metade desses crimes violentos.
A lei federal Lei de Violência Contra as Mulheres foi reautorizada em 2013, o que, pela primeira vez, outorgou às tribos a jurisdição para investigar e processar delitos de violência doméstica qualificados como crimes envolvendo agressores nativos americanos e não nativos em reservas. 26% dos nativos vivem em reservas. Em 2019, a Câmara dos Representantes aprovou o H.R. 1585 (Violence Against Women Reauthorization Act de 2019) por 263–158, o qual ampliou ainda mais os direitos de persecução das tribos. Entretanto, no Senado, o progresso do projeto tem ficado parado.

### Estudo do Urban Indian Health Institute
Em 2018, o Urban Indian Health Institute investigou relatos de MMIW em 71 centros urbanos. Foram identificados 506 casos únicos, dos quais 80% ocorreram entre 2000 e 2018. Desses, 128 (25%) foram relatados como desaparecidos, 280 (56%) foram assassinados, e 98 (19%) foram removidos do banco de dados de pessoas desaparecidas sem informações indicando se a vítima foi encontrada em segurança ou morta. O estudo constatou que muitas cidades possuíam coleta de dados deficiente, e diversas jurisdições nem sequer atenderam a solicitações baseadas na Lei de Acesso à Informação, ou responderam com informações incompletas; concluiu-se que os 506 casos eram "provavelmente uma subnotificação". O estudo utilizou registros policiais, bancos de dados estaduais e nacionais, reportagens na mídia, publicações em redes sociais e relatos de membros da comunidade e familiares para compilar o relatório. Constatou-se que 153 casos não constavam nos dados policiais.
O estudo também avaliou a cobertura midiática dos casos investigados. Verificou-se que um terço dos veículos de comunicação que cobriram os casos de MMIW usou uma linguagem "violenta" que refletia "racismo, misoginia ou estereótipos raciais" ao retratar as vítimas.

## Iniciativas nos Estados Unidos
O senador Tom Udall também foi um líder na iniciativa de 2013 de alterar a Lei de Violência Contra as Mulheres para restaurar a jurisdição tribal sobre crimes de violência doméstica cometidos em reservas, o que foi fundamental para assegurar que as mulheres indígenas desfrutem da mesma proteção contra abusos domésticos que todas as outras mulheres nos Estados Unidos. Mais cedo em sua carreira, atuou na prevenção e na persecução da violência doméstica, quando foi procurador-geral do Novo México, chegando inclusive a convocar a primeira mesa-redonda estadual sobre o tema.
A reautorização da Lei de Violência Contra as Mulheres aprovada pela Câmara dos Deputados inclui medidas para enfrentar a crise das mulheres e meninas indígenas desaparecidas e assassinadas, dentre as quais:
- Restaurar a jurisdição criminal tribal sobre não-membros que cometem crimes contra crianças e sobre os agentes de segurança responsáveis pela aplicação da jurisdição da Lei de Violência Contra as Mulheres de 2013;
- Restaurar a jurisdição criminal tribal sobre não-membros para crimes de violência sexual, perseguição, tráfico sexual e obstrução da justiça;
- Aumentar o acesso tribal aos bancos de dados criminais federais, facilitando o rastreamento e a documentação dos casos.[89]

O ativismo e a legislação proposta têm chamado a atenção de alguns parlamentares. Em 2018 e 2019, muitos estados dos EUA, incluindo Washington, Minnesota, Arizona e Wisconsin passaram a tomar medidas para aprovar legislação que amplie a conscientização sobre essa questão e crie bancos de dados que acompanhem os casos de mulheres e meninas indígenas desaparecidas e assassinadas.
Atualmente, as leis federais sobre crimes violentos criam dificuldades para lidar com perpetradores não indígenas em terras indígenas.
De acordo com a decisão da Suprema Corte no caso Oliphant contra a Tribo Indígena Suquamish (1978), os tribunais tribais não possuem poderes jurisdicionais sobre não-indígenas e, portanto, não podem processar ou punir esses indivíduos por crimes cometidos em reservas. Além disso, a Lei dos Direitos Civis dos Índios de 1968 limita a pena máxima para qualquer delito a uma multa de US$ 5.000 e até um ano de prisão. Todos os crimes violentos cometidos em terras tribais podem ser processados pelo governo federal, por meio do FBI, devido à relação entre o governo e as nações tribais soberanas. Fora do Alasca, Califórnia, Minnesota, Wisconsin, Oregon e Nebraska (estados nos quais se aplica a Lei Pública 280), as autoridades estaduais e municipais não possuem jurisdição criminal em reservas. Segundo Bachman, essa divisão de autoridade gera problemas, já que os departamentos de segurança competem pela jurisdição de acordo com a natureza do crime, o que reduz a eficácia geral da aplicação da lei e confere imunidade suficiente a não-cidadãos das tribos (geralmente membros da cultura dominante) para que tais crimes se tornem comuns. Como mencionado no filme, o FBI não mantém dados sobre mulheres indígenas desaparecidas.

### Dia Nacional de Conscientização sobre Mulheres e Meninas Indígenas Desaparecidas e Assassinadas
Os Estados Unidos declararam 5 de maio de 2018 como dia nacional de conscientização para chamar a atenção à crise e redirecionar o debate para questões que afetam as mulheres indígenas, com o intuito de melhorar as relações entre os governos federal e tribal.

### Legislação nos Estados Unidos

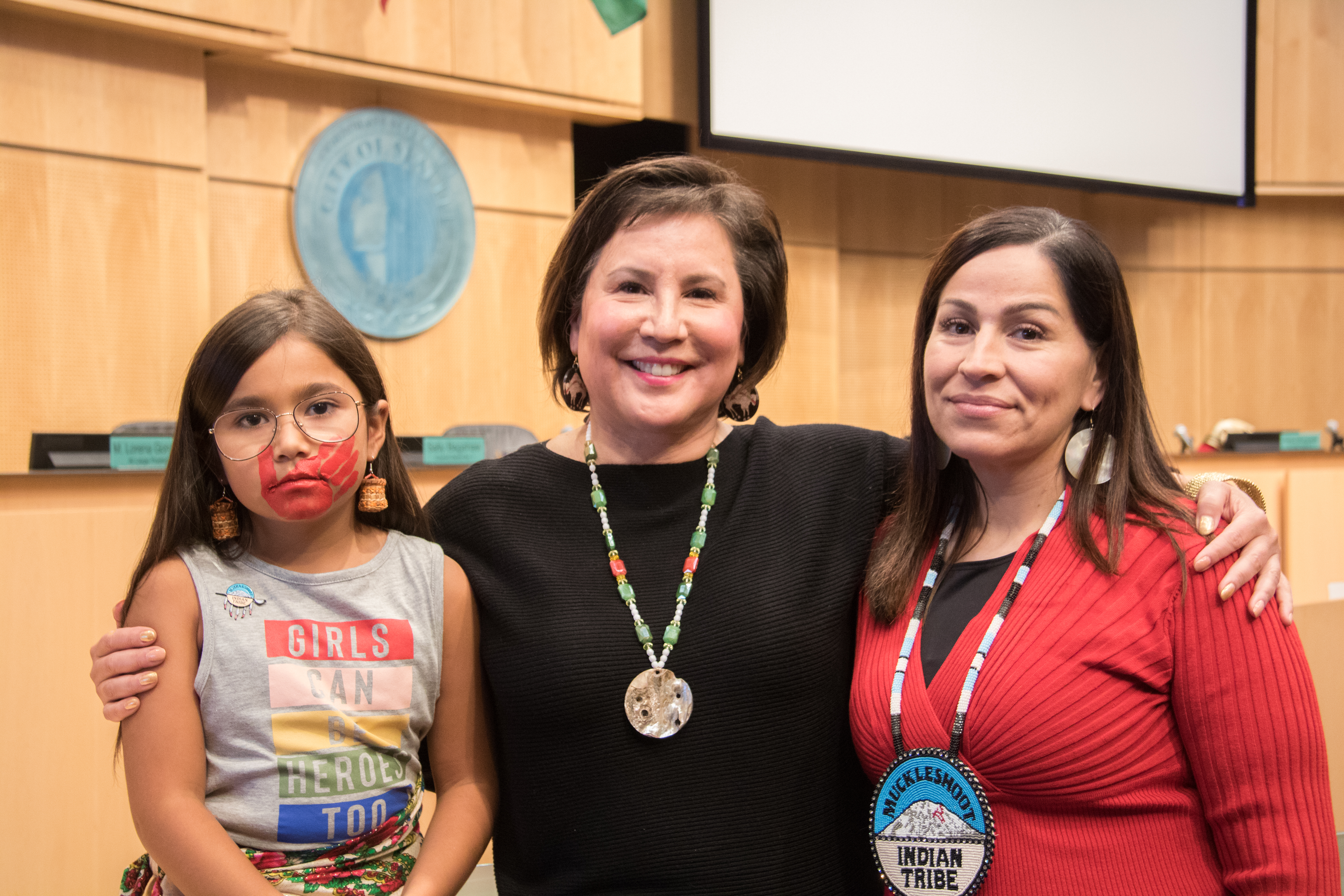
Membro do Conselho Municipal Juarez apoiando Mulheres e Meninas Indígenas Desaparecidas e Assassinadas, em Seattle, Washington, 2019

#### Federal

##### Ato de Savanna
O projeto de lei conhecido como Ato de Savanna foi inicialmente apresentado ao Congresso em outubro de 2017 pela ex-senadora Heidi Heitkamp, mas posteriormente reintroduzido em janeiro de 2019 pela senadora Lisa Murkowski. O objetivo do Ato de Savanna é aumentar a cooperação e a coordenação entre as agências de segurança "federal, estadual, tribal e local", pois esse tem sido um dos principais obstáculos para o desenvolvimento de um banco de dados preciso. O projeto também prevê a implementação de treinamentos para agências tribais por meio do Procurador-Geral, além de melhorar o acesso tribal a bancos de dados (inclusive o Sistema Nacional de Pessoas Desaparecidas e Não Identificadas). Ademais, a coleta de dados seria ampliada para que as estatísticas representem com maior precisão as mulheres indígenas desaparecidas e assassinadas. O projeto foi aprovado pelo Congresso em setembro de 2020, e sancionado pelo então presidente dos EUA, Donald Trump, um mês depois.

##### Lei Não Invisível
A Lei Não Invisível de 2019 (sancionada em 10 de outubro de 2020) exige que o Departamento do Interior e o Departamento de Justiça formem uma comissão conjunta sobre crimes violentos em comunidades de indígenas americanos. Foi a primeira legislação dos EUA apresentada e aprovada por quatro parlamentares oriundos de Tribos federais reconhecidas, liderados pela então deputada Deb Haaland. A lei estabeleceu a Comissão Lei Não Invisível, composta por agentes de segurança, líderes tribais, autoridades federais, prestadores de serviços, sobreviventes e familiares de pessoas desaparecidas e assassinadas. O mandato da comissão inclui enfrentar os desafios de segurança pública relacionados aos povos indígenas desaparecidos e assassinados (MMIP) e ao tráfico de pessoas, por meio do desenvolvimento de recomendações para melhorar a identificação dos casos, o rastreamento de dados, a coordenação de recursos e a troca de informações com os governos tribais. Também visa solucionar questões de recrutamento e retenção nas forças de segurança. A composição completa da comissão foi anunciada em maio de 2022 e sua primeira reunião plenária ocorreu em junho de 2022. O governo federal enfatizou seu compromisso em colaborar com as nações tribais para combater a crise MMIP, com o Departamento de Justiça apoiando os esforços da comissão.

##### Projeto de Lei 1585 da Câmara dos Representantes
Em 7 de março de 2019, o Congresso apresentou este projeto na Câmara dos Deputados, com o intuito de reautorizar a Lei de Violência Contra as Mulheres de 1994, entre outros objetivos.

#### Estadual

##### Projeto de Lei 2951 da Câmara Estadual de Washington
Em 7 de maio de 2018, este projeto determinou uma investigação para aumentar as taxas de denúncia de mulheres indígenas desaparecidas no estado de Washington. A Patrulha Estadual de Washington recebeu o prazo até 1º de junho de 2019 para apresentar à legislatura os resultados do estudo, incluindo análises e dados sobre o número de mulheres desaparecidas no estado, barreiras ao uso dos recursos estaduais e recomendações para superá-las.

##### Projeto de Lei 2570 da Câmara Estadual do Arizona
Em 11 de março de 2019, a Legislatura do Estado do Arizona – Câmara dos Representantes – aprovou o Projeto de Lei 2570 do Arizona, intitulado “Estabelecendo um Comitê de Estudo sobre Mulheres e Meninas Indígenas Desaparecidas e Assassinadas”. Se aprovado no Senado, o projeto destinaria "estabelecer um comitê de estudo para conduzir uma investigação abrangente a fim de determinar como o Estado do Arizona pode reduzir e acabar com a violência contra mulheres e meninas indígenas". O comitê de estudo deverá estabelecer métodos para rastrear e coletar dados, revisar políticas e procedimentos, analisar tendências do Ministério Público, reunir dados sobre violência, identificar barreiras à disponibilização de mais recursos estaduais, propor medidas e, por fim, sugerir legislação para solucionar as questões identificadas.

##### Projeto de Lei 548 da Assembleia de Wisconsin
Em 14 de outubro de 2019, foi apresentado à Assembleia Legislativa de Wisconsin o Projeto de Lei 548, que propunha a criação de uma Força-Tarefa sobre Mulheres e Meninas Tribais Desaparecidas e Assassinadas. Esse projeto teve audiência pública em 3 de março de 2020, mas não foi submetido a votação e acabou não sendo sancionado. Como a Legislatura não aprovou um projeto para instaurar essa força-tarefa, o procurador-geral de Wisconsin, Josh Kaul, anunciou na quinta-feira, 2 de julho de 2020, a criação da Força-Tarefa sobre Mulheres e Meninas Indígenas Desaparecidas e Assassinadas de Wisconsin, no âmbito do Departamento de Justiça de Wisconsin. O projeto não foi aprovado de acordo com a Resolução Conjunta do Senado 1 em 1º de abril de 2020.

### Força-Tarefa Presidencial
A Ordem Executiva 13898, assinada pelo então presidente dos EUA, Donald Trump, criou a Força-Tarefa sobre Índios e Indígenas do Alasca Desaparecidos e Assassinados, também conhecida como Operation Lady Justice, com o objetivo de enfrentar as preocupações dessas comunidades relativamente a mulheres e meninas desaparecidas e assassinadas nos Estados Unidos.
A força-tarefa foi autorizada pela primeira vez em novembro de 2019 e tem o objetivo de melhorar a resposta do sistema de justiça criminal aos índios americanos e aos indígenas do Alasca vítimas de violência. A Operation Lady Justice é co-presidida por Tara Sweeney (designada para a Secretária do Interior) e por Katharine Sullivan (designada para a Procuradora-Geral). Outros membros são Terry Wade, Laura Rogers, Charles Addington, Trent Shores e Jean Hovland. A diretora executiva Marcia Good auxiliará a força-tarefa Operation Lady Justice. A Força-Tarefa Operation Lady Justice possui objetivos específicos e deverá submeter um relatório escrito ao presidente até 26 de novembro de 2020, contendo realizações e recomendações para atividades futuras.
Sob o governo do presidente Joe Biden, em fevereiro de 2021, o site da Operation Lady Justice do Departamento de Justiça dos EUA ampliou suas páginas existentes e adicionou muitas novas, em coordenação com outras agências do governo e com organizações e governos tribais. Em 4 de maio de 2021, a Casa Branca emitiu "Uma Proclamação sobre o Dia de Conscientização sobre Pessoas Indígenas Desaparecidas e Assassinadas, 2021" começando

Hoje, milhares de casos não resolvidos de índios americanos desaparecidos e assassinados continuam clamando por justiça e cura. No Dia de Conscientização sobre Pessoas Indígenas Desaparecidas e Assassinadas, lembramos os povos indígenas que perdemos para o assassinato e daqueles que permanecem desaparecidos, comprometendo-nos a trabalhar com as Nações Tribais para que qualquer caso de pessoa desaparecida ou assassinada seja tratado com rapidez e eficácia.

e detalhando os compromissos de sua administração, tanto os já em andamento quanto os planos para o futuro.

## Ativismo
Ativistas indígenas vêm organizando protestos e vigílias relativos a mulheres, meninas e pessoas biculturais (two-spirit) desaparecidas e assassinadas há décadas. A Associação de Mulheres Indígenas do Canadá foi uma das diversas organizações que criou um banco de dados de mulheres indígenas desaparecidas e assassinadas. Os grupos ativistas comunitários Families of Sisters in Spirit e No More Silence também vêm reunindo os nomes de mulheres indígenas desaparecidas e assassinadas desde 2005. Em 2015, as "Chamada para Ação" da Comissão da Verdade e Reconciliação do Canadá também convocaram o governo federal a instaurar uma investigação pública sobre as questões relativas às mulheres e meninas indígenas desaparecidas e assassinadas. O primeiro-ministro Justin Trudeau anunciou a investigação em dezembro de 2015.

### Marcha Memorial das Mulheres

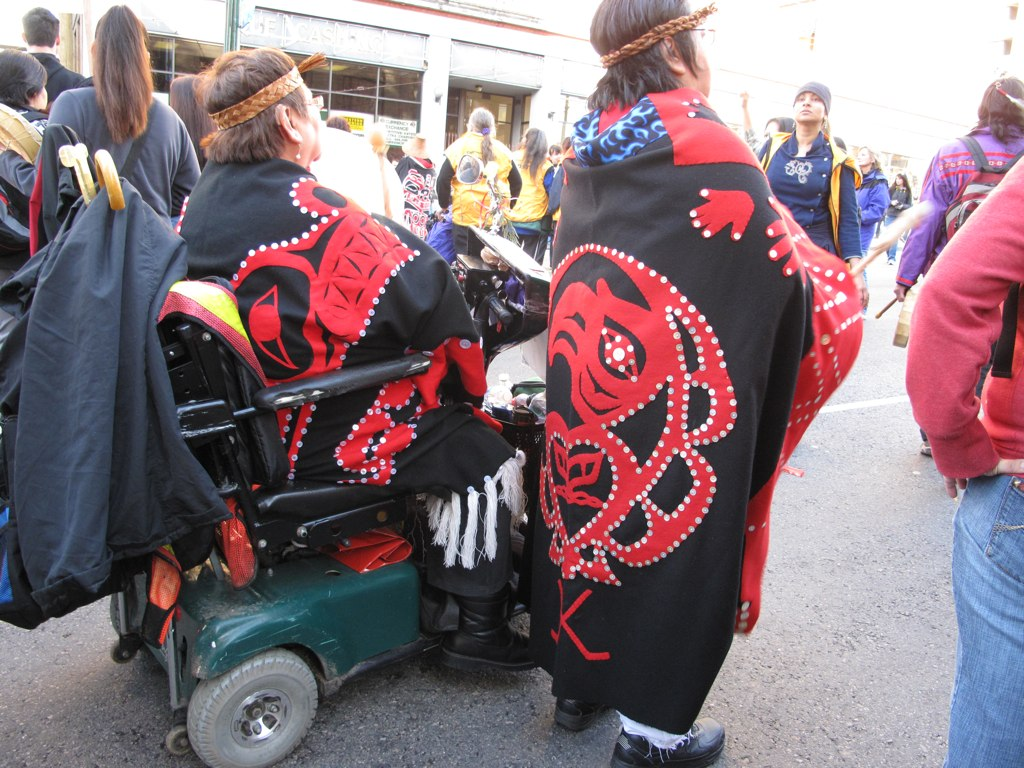
Marcha Memorial das Mulheres em Vancouver, Colúmbia Britânica

A primeira Marcha Memorial das Mulheres ocorreu em 14 de fevereiro, no Dia de São Valentim, de 1992, no Centro Leste de Vancouver, uma área notável por possuir inúmeras mulheres indígenas desaparecidas ou assassinadas. A marcha foi realizada em resposta ao assassinato de uma mulher costeira Salish. As marchas anuais tinham como objetivo commemorarem as mulheres indígenas que foram assassinadas ou desapareceram, de modo a construir apoio para uma investigação nacional e a implementação de um programa de resposta.
Em 2016, o governo anunciou que realizaria tal investigação. Durante a marcha anual em Vancouver, o comitê e o público param nos locais onde as mulheres foram vistas pela última vez ou onde se sabe que foram assassinadas, realizando um minuto de silêncio em sinal de respeito. O comitê chamou a atenção para o problema em âmbito local, nacional e internacional. O comitê é formado por familiares, trabalhadores da linha de frente, amigos íntimos e entes queridos que sofreram a perda de mulheres indígenas nas últimas décadas.
Este evento expandiu-se. Em 2017, passou a ser realizado anualmente, no Dia de São Valentim, em mais de 22 comunidades na América do Norte. A marcha pretende derrubar barreiras entre as populações e aumentar a conscientização acerca dos estereótipos raciais e do estigma que contribuem para a alta taxa de mulheres indígenas desaparecidas e assassinadas no Canadá.

### Vigílias “Irmãs em Espírito”
Em 2002, a Associação de Mulheres Nativas do Canadá, a Anistia Internacional Canadá, a Kairos Canadá, a Associação Canadense das Sociedades Elizabeth Fry e a Igreja Anglicana do Canadá formaram a Coalizão Nacional por Nossas Irmãs Roubadas, uma iniciativa concebida para aumentar a conscientização sobre a crise dos MMIW no Canadá. Em 2005, mulheres indígenas fundaram as Irmãs em Espírito, um programa de pesquisa, educação e políticas conduzido por mulheres indígenas, com foco em aumentar a conscientização sobre a violência contra mulheres, meninas e pessoas two‑spirit (dois-espíritos) indígenas. As Irmãs em Espírito reuniram os detalhes de quase 600 casos de Mulheres Indígenas Desaparecidas e Assassinadas no Canadá, incluindo alguns casos históricos que não foram aceitos pela polícia, e casos em que a polícia encerrou o inquérito sobre a morte de uma mulher, apesar das dúvidas remanescentes dos familiares. Este foi o primeiro banco de dados desse tipo no Canadá, em termos de detalhe e abrangência; entretanto, o governo federal interrompeu o financiamento do programa em 2010. Críticos do corte afirmam que a medida visava silenciar a Associação de Mulheres Nativas do Canadá, o grupo por trás do banco de dados. Contudo, as vigílias das Irmãs em Espírito continuam a ser realizadas em todo o Canadá, anualmente, no dia 4 de outubro.
Bridget Tolley fundou as vigílias das Irmãs em Espírito em 2005, em homenagem às vidas de Mulheres, Meninas e Pessoas two‑spirit (dois-espíritos) indígenas desaparecidas e assassinadas. Este evento anual é organizado em parceria com a NWAC. Em 2006, 11 vigílias foram realizadas em todo o país e, em 2014, houve 216 vigílias. A vigília anual em Fort St. John, Colúmbia Britânica ocorre desde 2008, homenageando mulheres e meninas indígenas desaparecidas e assassinadas no nordeste da Colúmbia Britânica. As Irmãs em Espírito continuam a realizar uma vigília nacional anual no Parlamento, em Ottawa, Ontário, Canadá.

### Famílias de Irmãs em Espírito
Em 2011, Bridget Tolley cofundou as Famílias de Irmãs em Espírito (FSIS) em resposta aos cortes de financiamento para as Irmãs em Espírito. FSIS é um grupo de base, liderado por mulheres indígenas, dedicado à busca de justiça para mulheres, meninas e pessoas dois-espíritos indígenas desaparecidas, por meio da conscientização pública e da defesa de direitos. FSIS difere das Irmãs em Espírito no sentido de ser totalmente autônomo, composto por voluntários e não aceitar financiamento governamental. Tolley é algonquina, da Primeira Nação Kitigan Zibi Anishinabeg. Seu ativismo teve início após sua mãe, Gladys Tolley, ter sido atropelada e morta por uma viatura da Sûreté du Québec enquanto atravessava uma estrada de duas faixas na Primeira Nação Kitigan Zibi-Anishinabeg, em 5 de outubro de 2001. Uma investigação policial sobre sua morte não revelou irregularidades, classificando o caso como acidente. Contudo, Tolley afirma que a polícia não informou à família que o caso de sua mãe havia sido encerrado, e que a polícia de Montreal foi acionada embora o departamento local de Kitigan Zibi tivesse jurisdição sobre a cena e devesse ter sido chamado para isolá-la. Bridget Tolley, desde então, vem lutando por justiça para sua mãe, exigindo que o caso seja reaberto e submetido a uma investigação independente pela Província de Quebec. Ela permanece como uma ativista comprometida com a justiça social no que diz respeito à violência policial, educação, moradia e bem-estar infantil.

### Arraste o Vermelho
Em 2014, o corpo da jovem de 15 anos Tina Fontaine foi encontrado abandonado no Rio Vermelho, em Manitoba, envolto em um saco plástico e ancorado com pedras. Desde então, equipes de voluntários se reúnem em barcos para vasculhar as vias navegáveis de Winnipeg em busca dos restos de outras mulheres, meninas e homens desaparecidos ou assassinados, com a esperança de encontrar justiça, ou ao menos proporcionar algum tipo de encerramento para suas famílias e amigos enlutados. O descarte de vítimas na água é uma tática comum utilizada por agressores, pois a água frequentemente remove as evidências forenses necessárias para uma condenação.

### Protetores da Água e Defensores da Terra
Em razão dos projetos de extração de recursos representarem ameaças às mulheres indígenas, Protetores da Água e Defensores da Terra utilizam vestidos vermelhos, impressões manuais vermelhas e outras referências ao movimento dos MMIW nos locais de bloqueios ou de outras ações diretas, para conscientizar sobre essa relação entre a exploração da terra e a violência contra as mulheres indígenas.

### Respostas Criativas
Na cerimônia do Prêmio Polaris de Música de 2014, a musicista inuk Tanya Tagaq apresentou seu número em frente a uma tela que exibia uma lista rolante com os nomes de mulheres indígenas desaparecidas e assassinadas.
A cineasta Kim O'Bomsawin lançou o filme documentário Silêncio que Mata (Ce silence qui tue) em 2018. O filme examinou a questão dos MMIW e ganhou o Prêmio Donald Brittain de Melhor Programa Documental Social ou Político na 7ª edição dos Prêmios de Telona do Canadá.

### Projeto REDress

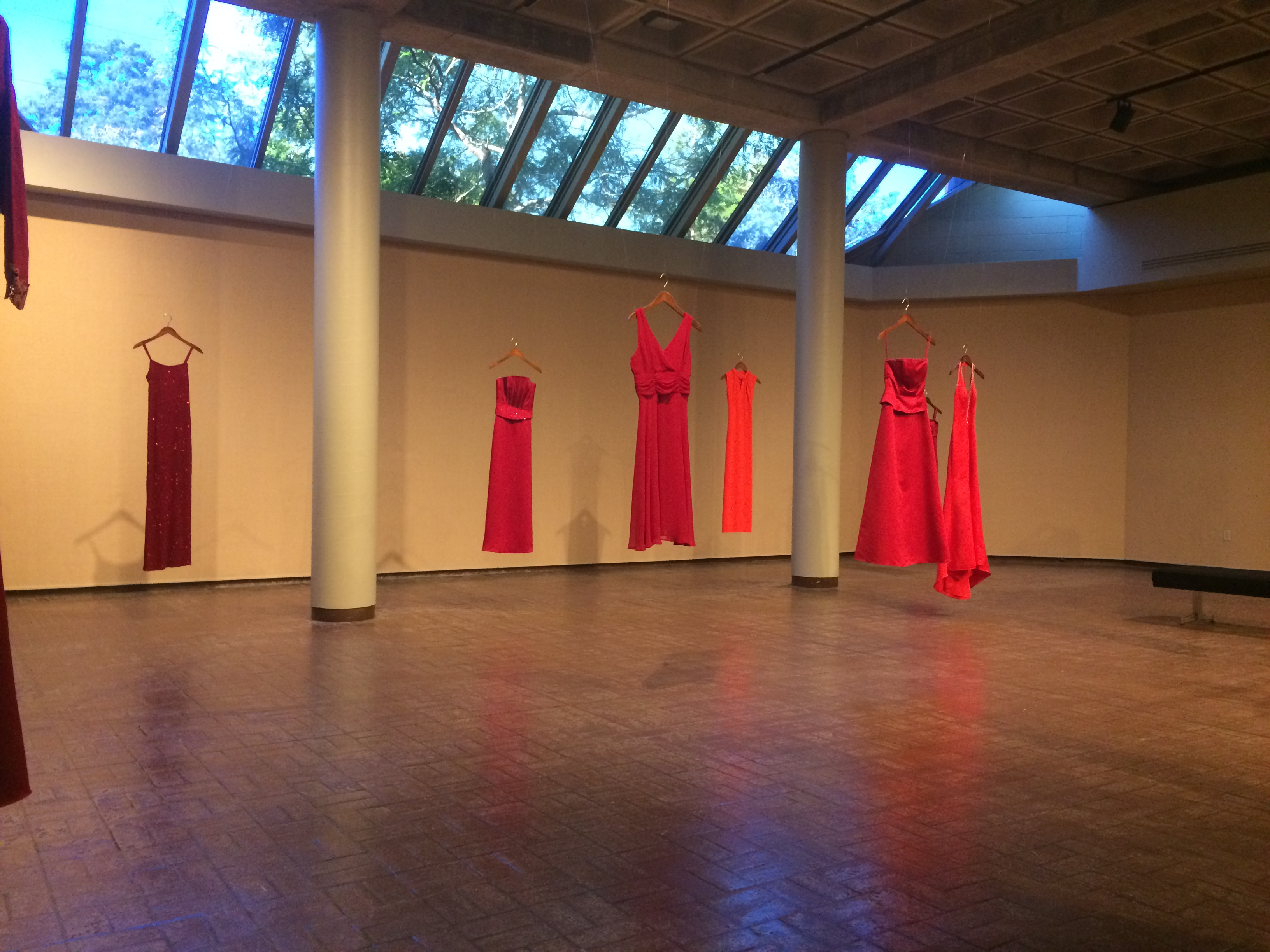
Projeto REDress em Vancouver, Colúmbia Britânica

O Projeto REDress é uma instalação de arte pública dedicada à memória das mulheres indígenas desaparecidas e assassinadas. Consiste em vestidos vermelhos, pendurados ou dispostos em espaços públicos, com cada vestido vazio simbolizando uma das desaparecidas e assassinadas. A canadense Jaime Black (Métis) iniciou o projeto em 2000. Ela contou à CTV News que "uma amiga sua, que também é indígena, explicou que o vermelho era a única cor que os espíritos conseguiam enxergar.
{{blockquote|'Então (vermelho) é realmente um chamado para o retorno dos espíritos dessas mulheres, dando-lhes a chance de estar entre nós e de ter suas vozes ouvidas através de seus familiares e da comunidade.'"

### Caminhando com Nossas Irmãs

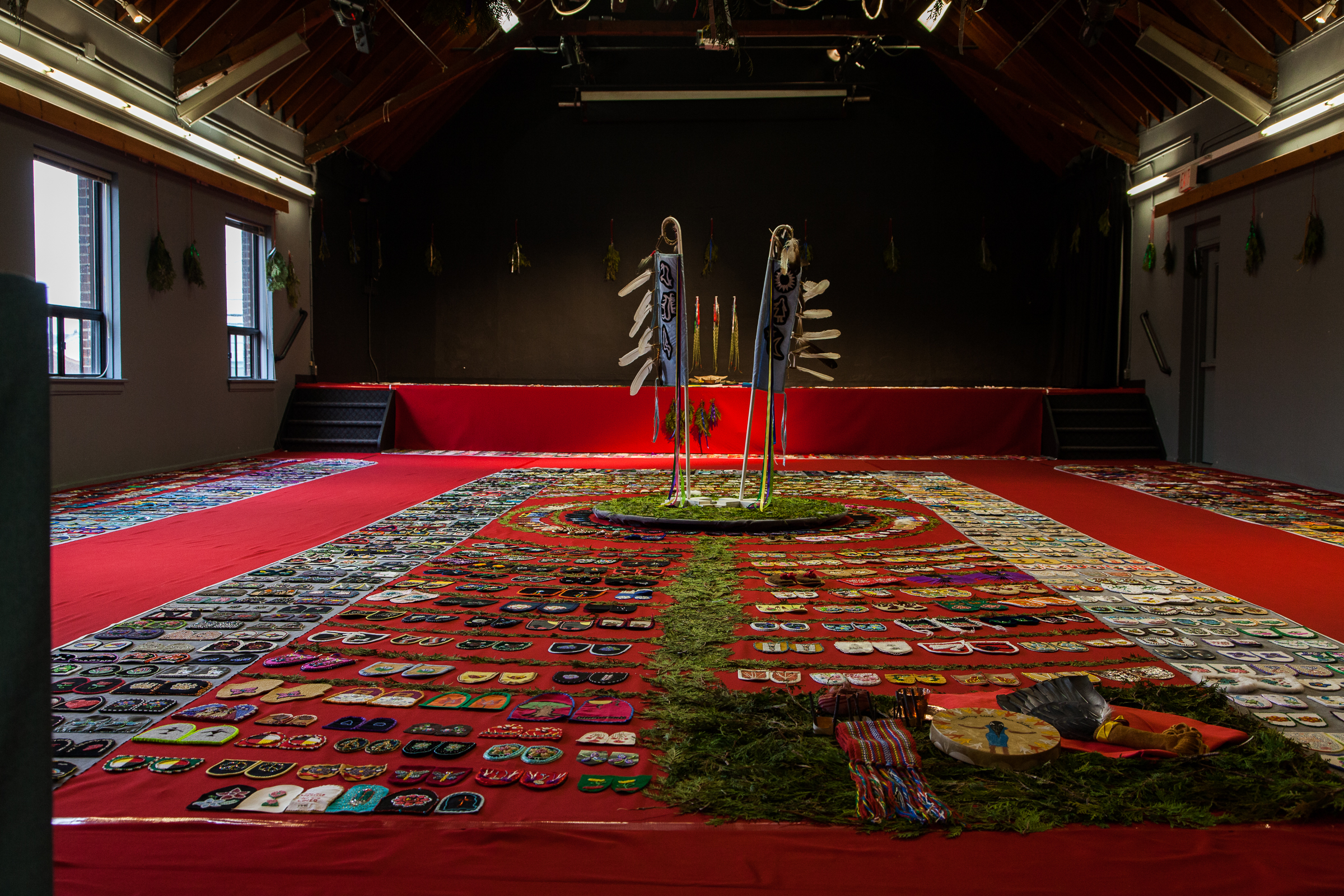
Exposição Caminhando com Nossas Irmãs no Auditório Shingwauk da Universidade Algoma em 2014

Walking with Our Sisters, traduzido aqui como Caminhando com Nossas Irmãs, é uma instalação de arte comunitária que comemora mulheres e crianças indígenas assassinadas ou desaparecidas. O projeto é liderado pela comunidade, desde a criação da peça até a facilitação da exposição em diferentes locais. A esperança é aumentar a conscientização sobre esse problema e criar um espaço para discussões comunitárias baseadas no diálogo. Trata-se de uma iniciativa exclusivamente voluntária.
O projeto artístico é uma coleção de peças superiores de moccasin. A “vamp” é a camada extra de couro para a parte superior do mocassim, que geralmente é decorada com trabalhos em miçangas ou com arte em penacho, seguindo os padrões tradicionais da cultura das mulheres indígenas. A instalação reúne mais de 1.763 pares de peças para adultos e 108 pares para crianças. Cada par é confeccionado sob medida para cada mulher desaparecida registrada. As “vamp” de mocassins inacabados representam as vidas incompletas das mulheres desaparecidas ou assassinadas.
O projeto teve início em 2012, com um chamado para a ação realizado no Facebook. As pessoas foram convidadas a desenhar e criar essas partes superiores de mocassim em memória de suas entes queridas desaparecidas e assassinadas. Em julho de 2013, os organizadores já haviam recebido 1.600 peças, mais do que triplicando a meta inicial de 600. Homens, mulheres e crianças de todas as origens responderam ao chamado e passaram a participar ativamente do projeto.
Esta instalação consiste dessas peças superiores de mocassim, dispostas cerimonialmente no piso de um espaço público de maneira sagrada. A exposição viaja para galerias selecionadas e salas de exposições de arte. Os visitantes são convidados a tirar os sapatos e caminhar respeitosamente ao lado das peças na galeria, para que as pessoas que elas representam não sejam esquecidas, demonstrando solidariedade com as mulheres desaparecidas ou assassinadas. Com reservas realizadas até 2019, a instalação está programada para 25 locais na América do Norte.

### Projeto Bonecas Sem Rosto
Iniciado pela Associação de Mulheres Nativas do Canadá em 2012, o Projeto Bonecas Sem Rosto incentiva as pessoas a confeccionarem bonecas que representem mulheres desaparecidas e assassinadas, bem como aquelas afetadas pela violência. As bonecas foram concebidas como “um processo de reconstrução da identidade” para mulheres que perdem sua individualidade ao se tornarem vítimas de crime. As primeiras bonecas foram feitas para comemorar as 582 mulheres desaparecidas e assassinadas documentadas pela associação. Elas têm a intenção de servir como um lembrete artístico das vidas e identidades das mulheres e meninas afetadas. A NWAC levou este projeto artístico a universidades e comunidades por todo o Canadá, onde os participantes se unem para confeccionar as bonecas como forma de ativismo e de conscientização sobre a questão dos MMIW.

### Monumentos de PedraInuksuit
Desde o final de 2015, Kristen Villebrun, uma ativista local em Hamilton, Ontário, juntamente com cerca de dez outras mulheres indígenas, vem construindo monumentos de pedra inuksuit na Trilha Radial de Chedoke. Um inuksuk (plural: inuksuit) é uma estrutura de pedra construída pelo ser humano, comumente utilizada para navegação ou como marcador de trilha. O termo inuksuk significa “na semelhança de um ser humano”. A Trilha Radial de Chedoke se conecta ao Chedoke Creek, um curso d’água em Hamilton.
As mulheres iniciaram o projeto em outubro de 2015, ao perceberem que as sombras projetadas pelos inuksuit já construídos na trilha eram realistas e lembravam silhuetas femininas. Essas ativistas enxergaram uma oportunidade para utilizar essas estruturas como forma de chamar a atenção para o problema das mulheres desaparecidas. Até o momento, foram construídos 1.181 inuksuit, com trabalho de seis horas diárias, quatro dias por semana. O projeto atraiu muitas perguntas, com centenas de pessoas parando para se informar sobre os inuksuit. As mulheres acolheram as indagações e anunciaram sua intenção de continuar construindo os inuksuit femininos até que o governo iniciasse uma investigação oficial sobre as mulheres indígenas desaparecidas. Em dezembro de 2015, o Primeiro-Ministro Justin Trudeau anunciou que iniciaria tal investigação.
Em fevereiro de 2016, Lucy Annanack (Nunavik) e uma equipe de mulheres construíram e posicionaram outros 1.200 inuksuit em Montreal, Quebec.

### Desaparecidos e Assassinados
Em outubro de 2016, a jornalista Connie Walker e a Canadian Broadcasting Corporation lançaram um podcast intitulado Desaparecidos e Assassinados: Quem Matou Alberta Williams? A primeira temporada, composta por oito episódios, examina a crise das Mulheres Indígenas Desaparecidas e Assassinadas no Canadá por meio do caso específico do assassinato de Alberta Williams, em 1989, ao longo da Estrada das Lágrimas. A série foi nomeada ao Prêmio Webby.
A temporada de 2018, Desaparecidos e Assassinados: Encontrando Cleo, retrata o caso de Cleopatra Semaganis Nicotine.
A temporada de 2019, Desaparecidos e Assassinados: Consequências Reais, aborda a crise dos MMIWG e apresenta uma entrevista com Cheyenne Antonio, da Coalizão para Parar a Violência Contra Mulheres Nativas.

### Grande Céu Verde
Grande Céu Verde é uma peça teatral encomendada e produzida pelo Teatro Feminista de Windsor que estreou em maio de 2016 em Windsor, Ontário. A peça foi motivada pela revolta em decorrência da absolvição de Bradley Barton, em seu julgamento pelo estupro e assassinato de Cindy Gladue (ver Morte de Cindy Gladue). Esta peça é resultado direto do contato com Muriel Stanley Venne, presidente da Comissão Aborígene de Direitos Humanos e Justiça e do Instituto para o Avanço das Mulheres Aborígenes. O relatório de Venne foi submetido ao relator das Nações Unidas, James Anaya. Ela elaborou seu relatório com o intuito de “influenciar os tomadores de decisão que se tornaram muito complacentes e indiferentes à vida das mulheres indígenas em nosso país.”
A peça tem como núcleo uma oficial da Real Polícia Montada do Canadá, recém-chegada à região. Ela viaja para o Norte para apreciar a aurora boreal, também conhecida como as Luzes do Norte (o “céu verde” do título). Durante essa viagem, descobre a situação dos MMIW – uma crise que, para sua surpresa, se mostra profundamente entrelaçada com a vida cotidiana de muitos FNIM, permanecendo quase invisível (ou, pelo menos, ignorada) pela população majoritária do país. A peça está sendo doada pelo Teatro Feminista de Windsor para qualquer organização ou indivíduo que deseje ampliar a conscientização sobre essa questão. Ela está sendo distribuída sem cobrança de direitos autorais, com a condição de que todas as receitas e esforços de arrecadação sejam destinados a iniciativas locais para mulheres das Primeiras Nações, Inuit ou Métis (FNIM).

### Campanha da Pele de Alce
A Campanha da Pele de Alce é um movimento nascido na Colúmbia Britânica que busca incentivar homens e meninos indígenas e não indígenas a se posicionarem contra a violência, especialmente a violência direcionada a mulheres e crianças. As estatísticas indicam que, em comparação com mulheres não indígenas, as mulheres indígenas têm três vezes mais chances de sofrer abuso doméstico. Ademais, em 2019 foi relatado que 4,01% das vítimas de homicídio eram identificadas como mulheres indígenas. A campanha, que teve início como um movimento de base em Victoria, Colúmbia Britânica, em 2011, passou a ser reconhecida nacionalmente. O dia 11 de fevereiro foi designado como o Dia da Campanha da Pele de Alce, e é dedicado a aumentar a conscientização sobre a violência contra mulheres e crianças. Neste dia, realiza-se um jejum, com o intuito de dedicar esforços para acabar com a violência contra mulheres e crianças. A ideia por trás do jejum fundamenta-se na crença de que a mudança pode ocorrer quando os membros da comunidade se reúnem em cerimônia, promovendo a transformação de comportamentos e atitudes, o que pode levar a mudanças fundamentais para resultados melhores.
A Campanha da Pele de Alce foi fundada por Paul e Raven Lacerte, uma dupla pai e filha, que distribuíram alfinetes feitos de pele de alce aos homens da comunidade, como um compromisso para acabar com a violência contra as mulheres indígenas e crianças. Os alfinetes são pequenos quadrados confeccionados em pele de alce curtida, que simbolizam o compromisso de acabar com a violência contra as mulheres. Esses alfinetes simbolizam a dedicação e o juramento de proteger as mulheres e crianças indígenas da violência, honrando, respeitando e protegendo essas pessoas, além de colaborar com outros para quebrar o ciclo de violência. A ideia de criar o alfinete surgiu dos dois fundadores, que colheram e curtiram a pele de um alce oriundo de seu território tradicional (Primeira Nação Nadleh Whut'en (Carrier)) ao longo da Estrada das Lágrimas. As peles utilizadas para confeccionar os alfinetes atualmente vêm, na maioria das vezes, de caçadas de alces ou de animais mortos em acidentes de trânsito.
Desde o início da organização, mais de dois milhões de alfinetes de pele de alce foram distribuídos, e aproximadamente 2.000 comunidades optaram por participar da campanha. Ao longo dos anos, diversos membros políticos apoiaram a campanha, incluindo o primeiro-ministro canadense Justin Trudeau e o 36º e atual premier da Colúmbia Britânica, John Horgan. A campanha suscitou inúmeras discussões sobre a violência contra as mulheres, incluindo a necessidade de sistemas de apoio às vítimas e medidas para criar comunidades mais seguras para as mulheres. A organização também promove oficinas e disponibiliza espaços de reunião para iniciar conversas. Estes encontros proporcionam a homens e mulheres espaços seguros para compartilhar suas experiências, ao mesmo tempo em que assumem o compromisso de combater a violência direcionada às mulheres e crianças indígenas. O objetivo da Campanha da Pele de Alce é romper o ciclo de violência, que atinge de forma desproporcional as mulheres e crianças indígenas. Para isso, a campanha aborda os impactos da colonização que persistem até os dias atuais, como o Sistema de Residências Escolares. A campanha também visa chamar a atenção para o racismo perpetrado contra os povos indígenas. Ao se manifestar ativamente contra a violência de gênero e ao se comprometer em enfrentar a violência contra mulheres e crianças indígenas, a Campanha da Pele de Alce promove relações saudáveis que incluem a equidade de gênero e combate a masculinidade tóxica, incentivando ideias positivas sobre o papel dos homens.

### Em filmes
Alguns filmes não documentais têm tentado chamar a atenção para o problema em vários países. Entre os exemplos estão o filme americano Wind River e o filme australiano Limbo.

## Leituras adicionais
- Anderson, Kim; Campbell, Maria & Belcourt, Christi, editores. Keetsahnak: Our Missing and Murdered Indigenous Sisters. The University of Alberta Press, 2018. ISBN 9781772123678
- Lavell-Harvard, Memee & Brant, Jennifer, editores. Forever Loved: Exposing the Hidden Crisis of Missing and Murdered Indigenous Women and Girls in Canada. Demeter Press, 2016. ISBN 1772580678
- McDiarmid, Jessica. Highway of Tears: A True Story of Racism, Indifference, and the Pursuit of Justice for Missing and Murdered Indigenous Women and Girls. Doubleday Canada, 2019. ISBN 9780385687577

- Grace James, Victoria LaPoe, Benjamin R. LaPoe II, and Alesha Davis, "Missing women news coverage and implications of standpoint theory", Indigenous communication landscapes, Vol. 20, Nos. 2/3 (June 1, 2023).

### Relatórios, estatísticas e ativismo
- About Missing and Murdered Indigenous Women and the film WHO SHE IS

- Inquiry Nacional Canadense sobre Mulheres e Meninas Indígenas Desaparecidas e Assassinadas
  - Relatório final (Reclaiming Power and Place) – Canadá
- Missing and Murdered Indigenous Women & Girls Report, de Annita Lucchesi e Abigail Echo-Hawk (Pawnee), Urban Indian Health Institute (EUA)
- Missing & Murdered: The Unsolved Cases of Indigenous Women and Girls – (Canadense) CBC News, 2016–2017
- No More Stolen Sisters, site da campanha da Anistia Internacional
- Comitê de Parceria Provincial de Saskatchewan sobre Pessoas Desaparecidas – Relatório Final, outubro de 2007
- Johnston, Samantha (outubro de 2020). "MMIW: Entendendo a Crise das Mulheres Indígenas Desaparecidas e Assassinadas nos Estados Unidos"

### Recursos, apoio e prevenção
- "Missing & Murdered Indigenous Women: Resources & Information", recursos dos EUA arquivados no site da senadora Heidi Heitkamp
- MMIWG & Prevenção da Violência, página oficial de recursos da Associação de Mulheres Nativas do Canadá
- Site da White Buffalo Calf Woman Society, recursos para mulheres indígenas online e nas regiões das Planícies
- Associação de Jornalistas Indígenas, "VAWA Reporting Guide"